# UGC 6093
UGC 6093 ist eine aktive Balkenspiralgalaxie im Sternbild Löwe. Sie ist rund 478 Millionen Lichtjahre von der Milchstraße entfernt.

Des Weiteren wirkt die Galaxie im Grunde wie ein gigantischer astronomischer Laser, der Licht im Mikrowellenbereich und nicht im sichtbaren Bereich aussendet. Diese Art von Objekt wird als Megamaser bezeichnet. Megamaser wie UGC 6093 können etwa 100 Millionen Mal heller sein als Maser, die in Galaxien wie der Milchstraße zu finden sind.